# Квіткоїд золотогузий
Квіткоїд золотогузий (Dicaeum annae) — вид горобцеподібних птахів родини квіткоїдових (Dicaeidae).

## Назва
Вид названо на честь нідерландської психологиню та альгологиню Анни Вебер ван Боссе (1852—1942).

## Поширення
Ендемік Малих Зондських островів. Трапляється на двох островах — Сумбава і Флорес. Його природне середовище проживання — субтропічний або тропічний вологий низинний ліс.

## Підвиди
Таксон включає 2 підвиди:
- Pachyglossa annae annae
- Pachyglossa annae sumbawense